# 城克文
城 克文（じょう かつふみ、1965年〈昭和40年〉6月14日 - ）は、日本の厚生・厚生労働官僚。

## 来歴
大阪府出身。1989年（平成元年）3月、東京大学法学部を卒業し、同年4月、厚生省に入省。入省後、保険局総務課医療費適正化対策推進室長、内閣府政策統括官（経済社会システム担当）付参事官などを経て、2013年（平成25年）7月2日、医政局経済課長に就任。経済課長として未妥結減算の制度化や基礎的医薬品の創設に携わった。その後、保険局医療介護連携政策課長、同局総務課長、社会保険診療報酬支払基金審議役、内閣官房内閣審議官兼健康・医療戦略室次長、国立研究開発法人日本医療研究開発機構理事、厚生労働省大臣官房医薬産業振興・医療情報審議官などを歴任。
2023年（令和5年）7月4日、医薬・生活衛生局長に就任。同年9月1日、医薬・生活衛生局から改編された医薬局の局長に就任。2025年（令和7年）7月8日、辞職。